# Moe
Moe su izumrla porodica ptica neletačica iz reda nojevki. Ova porodica sastoji se od deset vrsta raspoređenih u šest rodova. Sve vrste su bile endemi Novog Zelanda, te izumrle su oko 1500. Uglavnom su nastanjivale šume, sve dok Maori nisu došli na Novi Zeland i iskrčili većinu šuma. Prema istraživanjima znanstvenika, moe su se hranile biljkama. Često su gutale stijene koje bi se zadržale u želucu (gastroliti), pa bi tako ptice lakše probavile teško probavljive biljke. Hodale su brzinom oko 3 – 5 km/h. U muzejima se nalazi 36 fosilizianih jaja ptica iz ove porodice. Jaja su bila velika 120 – 240 mm. Kod većine vrsta jaja su bila bijele boje, samo kod vrste Megalapteryx didinus bila su plavozelenkasta.                                                                                                                

## Taksonomija
Ova porodica nekoć je tvorila poseban red ptica u koji su biolozi ubrajali i kivije. Postojale su dvije porodice: manje moe (lat. Anomalopterygidae) i velike moe (lat. Dinornithidae). Manje moe su činile ptice veličine purana ili malo veće. Među njima je bila najmanja od svih moa, Euryapteryx curtus koja ja bila teška oko 20 kg. Drugu porodicu, velike moe su činile jako velike ptice, među kojima je bila divovska moa, jedna od najviših ptica ikada. Bila je visoka oko 4,5 m. Najbliži rođaci ovih ptica su emu i kazuar.

## Vanjske poveznice
|  | Zajednički poslužitelj ima stranicu o temi Moa                 |
|  | Zajednički poslužitelj ima još gradiva o temi Dinornithiformes |
|  | Wikivrste imaju podatke o taksonu Dinornithiformes             |